# آودركيرك
آودركيرك Ouderkerk  هي مدينة وبلدية سابقة غرب هولندا، في مقاطعة جنوب هولندا.

## طوبوغرافيا
خريطة طوبوغرافية هولندية لبلدية آودركيرك، 2013.